# Château Gabriel
Le château Gabriel est un des nombreux manoirs normands réputés pour avoir été conçu par des architectes de renom pour le compte de riches et célèbres « grandes familles » parisiennes. La propriété, située à Benerville-sur-Mer (Calvados), est constituée d'une villa du XIXe siècle aisément composée d'annexes, tels écuries, logements de fonctions du personnel et ateliers d'entretien. Sur un terrain boisé de 30 hectares, sont installés des équipements de loisirs, un terrain d'équitation et une piste d'atterrissage pour hélicoptère. La villa de style néogothique avec sa datcha est arborée de plantations variées et d'arbustes à hauts jets en délimitation de la propriété ou d'autres répartis et regroupés sur l'ensemble du site. Dominant les hauteurs des coteaux, le domaine offre une vue panoramique privilégiée.

## Origines et historique
C'est à l'architecte Ernest Saintin que Paul Gallimard, collectionneur d'œuvres d'art confie la mission de construire le bâtiment et concevoir ses aménagements extérieurs. La construction de la villa débute en 1874, l'ensemble du chantier est achevé en 1883. Paul en sera le propriétaire jusqu'à sa mort en 1929. Son fils Gaston en hérite et en reste propriétaire jusqu'à la sienne en 1975.

### L'époque Yves Saint Laurent

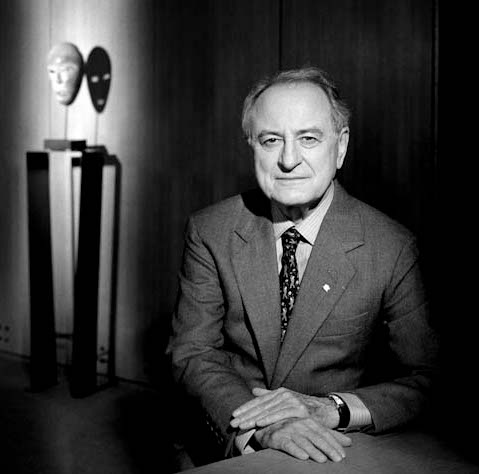
Pierre Bergé, Studio Harcourt, Paris.

La propriété entre-temps est cédée au groupe de textile Bidermann. Elle est ensuite achetée en 1983 par Yves Saint Laurent et Pierre Bergé, qui en confient la décoration à Jacques Grange, et l'entretien du jardin à Louis Benech. « Château Gabriel fut une maison studieuse consacrée à la lecture et à la promenade, assure Pierre Bergé. Nous y passions tous les mois d'août et Yves y faisait aussi de longs séjours seul, cloîtré. ».

#### Œuvres d'art
Les œuvres d'art de la villa sont vendues en février 2009. Son mobilier, composé de 1 200 objets, est vendu par Christie's les 18 et 19 novembre 2009 à Paris, au Théâtre Marigny.

### De nos jours
La villa est vendue en septembre 2008 à la femme d'affaires russe Irina Povarenkina et à la société Sjato Gabriel SARL.